# Jerzy Janowicz
Jerzy Filip Janowicz (výslovnost: [ˈjɛʐɨ jaˈnɔvit͡ʂ]IPA; * 13. listopadu 1990 Lodž) je polský profesionální tenista. Ve své dosavadní kariéře na okruhu ATP World Tour nevyhrál žádný turnaj. V roce 2013 na sebe upozornil, když se probojoval do semifinále Wimbledonu. Na challengerech ATP a okruhu ITF získal jedenáct titulů ve dvouhře a čtyři ve čtyřhře.
Na žebříčku ATP byl ve dvouhře nejvýše klasifikován v srpnu 2013 na 14. místě a ve čtyřhře pak v srpnu téhož roku na 59. místě. Trénuje ho Fin Kim Tiilikainen a kondičním koučem je Piotr Grabia.
V polském daviscupovém týmu debutoval v roce 2008 utkáním 1. skupiny zóny Evropy a Afriky proti Bělorusku. Do roku 2013 v soutěži nastoupil k devíti mezistátním utkáním s bilancí 11–6 ve dvouhře a 0–0 ve čtyřhře.

## Tenisová kariéra
V roce 2007 se probojoval do finále juniorské dvouhry na US Open, v němž podlehl Litevci Ričardasu Berankisovi a následující sezónu si zahrál finále juniorky French Open 2008,kde nestačil na Tchajwance Yang Tsung-Hua.
Na pařížském turnaji BNP Paribas Masters 2012 na sebe upozornil, když se jako kvalifikant probojoval do finále. Na cestě turnajem porazil pět hráčů elitní dvacítky, včetně světové trojky Andy Murrayho a devítky Janka Tipsareviće. Stal se tak prvním kvalifikantem ve finále události kategorie Masters od roku 2007, kdy se stejný výkon podařil Guillermu Cañasovi. V něm pak podlehl Davidu Ferrerovi. V následné klasifikace se poprvé probojoval do Top 30, když figuroval na 26. místě.
Na Australian Open 2013 hrál jako dvacátý čtvrtý nasazený a vypadl ve třetím kole s turnajovou desítkou Nicolásem Almagrem. Ve druhé fázi turnaje však obdržel pokutu 2 500 amerických dolarů. Během tiebreaku úvodní sady proti Somdevu Devvarmanovi se rozčílil a plivl na čáru poté, co byl ohlášen dobrý míč indického soupeře. Hlavní rozhodčí utkání Marija Cicakovová mu udělila napomenutí. Následně udeřil raketou o konstrukci umpiru. Přestože zkrácenou hru ztratil poměrem 10–12, pětisetový zápas dovedl do vítězného konce.

## Finálové účasti na turnajích ATP World Tour
| Legenda (před/od 2009)                                          |
| D – dvouhra; Č – čtyřhra                                        |
| Grand Slam (0–0)                                                |
| Tennis Masters Cup / ATP World Tour Finals (0–0)                |
| ATP Masters Series / ATP World Tour Masters 1000 (0–1 D; 0–1 Č) |
| ATP International Series Gold / ATP World Tour 500 (0–0)        |
| ATP International Series / ATP World Tour 250 (0–1 D)           |

### Dvouhra: 2 (0–2)
| Stav      | Č. | Datum             | Turnaj                       | Povrch    | Soupeř ve finále | Výsledek           |
| --------- | -- | ----------------- | ---------------------------- | --------- | ---------------- | ------------------ |
| Finalista | 1. | 4. listopadu 2012 | Paříž, Francie               | tvrdý (h) | David Ferrer     | 4–6, 3–6           |
| Finalista | 2. | 23. srpna 2014    | Winston-Salem, Spojené státy | tvrdý     | Lukáš Rosol      | 6–3, 6–7(3–7), 5–7 |

### Čtyřhra: 1 (0–1)
| Stav      | Č. | Datum           | Turnaj            | Povrch | Spoluhráč         | Soupeři ve finále    | Výsledek         |
| --------- | -- | --------------- | ----------------- | ------ | ----------------- | -------------------- | ---------------- |
| Finalista | 1. | 16. března 2013 | Indian Wells, USA | tvrdý  | Treat Conrad Huey | Bob Bryan Mike Bryan | 3–6, 6–3, [6–10] |

## Finále na challengerech ATP
| Legenda                  |
| ------------------------ |
| Challengery (4–2 D; 2 Č) |

### Dvouhra: 4 (2–2)
| Stav      | Č. | Datum              | Turnaj                 | Povrch      | Soupeř ve finále            | Výsledek        |
| --------- | -- | ------------------ | ---------------------- | ----------- | --------------------------- | --------------- |
| Vítěz     | 1. | 12. září 2010      | Saint-Rémy-de-Provence | tvrdý       | Édouard Roger-Vasselin      | 3–6, 7–68, 7–66 |
| Finalista | 1. | 21. listopadu 2010 | Salcburk               | tvrdý (h)   | Conor Niland                | 65–7, 7–62, 3–6 |
| Finalista | 2. | 26. února 2012     | Wolfsburg              | koberec (h) | Igor Sijsling               | 6–4, 3–6, 69–7  |
| Vítěz     | 2. | 12. května 2012    | Řím                    | antuka      | Gilles Müller               | 7–63, 6–3       |
| Vítěz     | 3. | 15. července 2012  | Scheveningen           | antuka      | Matwé Middelkoop            | 6–2, 6–2        |
| Vítěz     | 4. | 22. července 2012  | Poznaň                 | antuka      | Jonathan Dasnières de Veigy | 6–3, 6–3        |

## Finále na juniorce Grand Slamu

### Dvouhra juniorů: 2 (0–2)

#### Finalista
| Datum          | Turnaj      | Povrch | Finalista         | Výsledek  |
| -------------- | ----------- | ------ | ----------------- | --------- |
| 9. září 2007   | US Open     | tvrdý  | Ričardas Berankis | 6–3, 6–4  |
| 8. června 2008 | French Open | antuka | Tsung-hua Yang    | 6–3, 7–65 |